# Kolegem

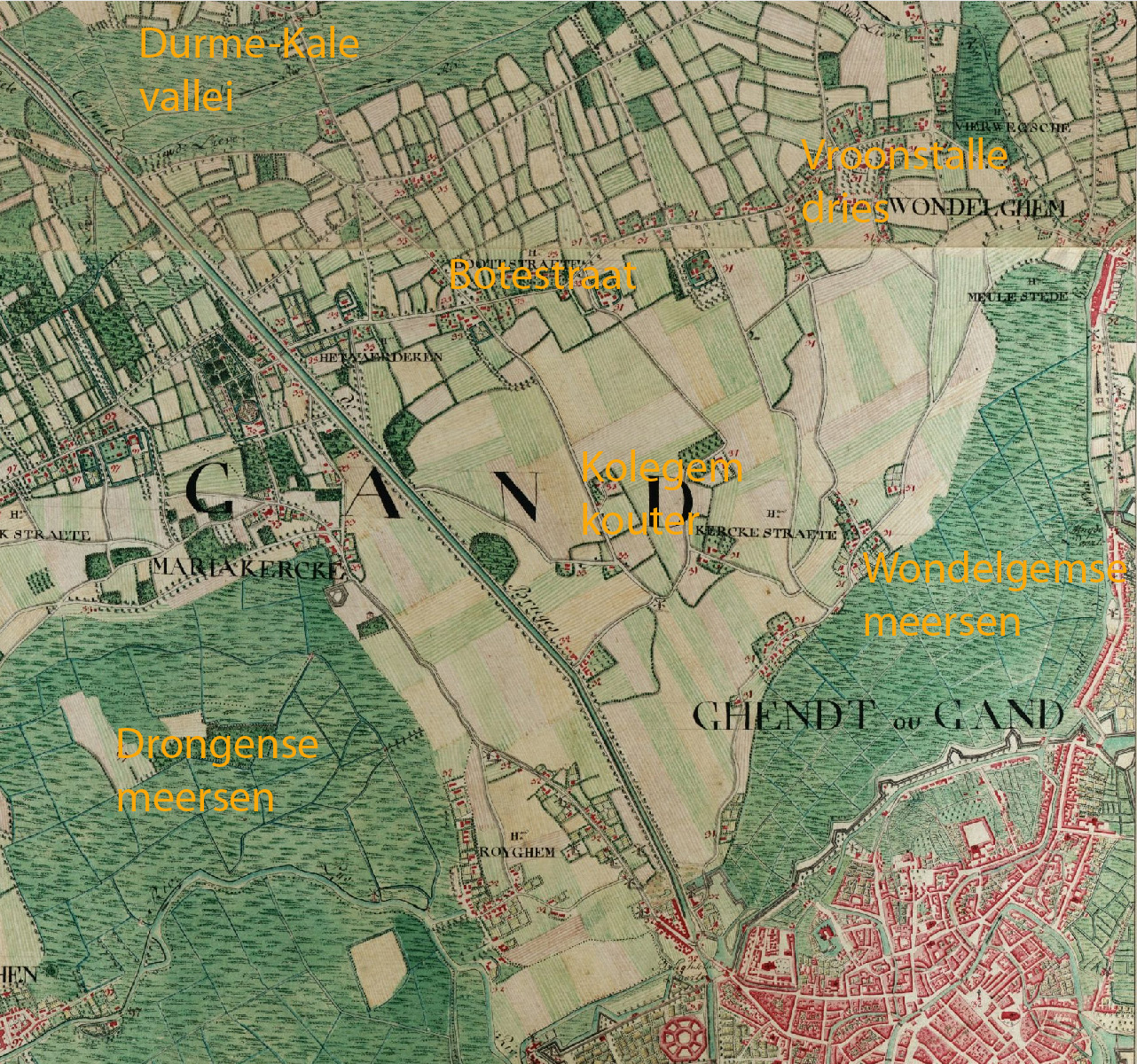
Situering van de Kolegemkouter en het omliggende meersengebied in de achttiende eeuw

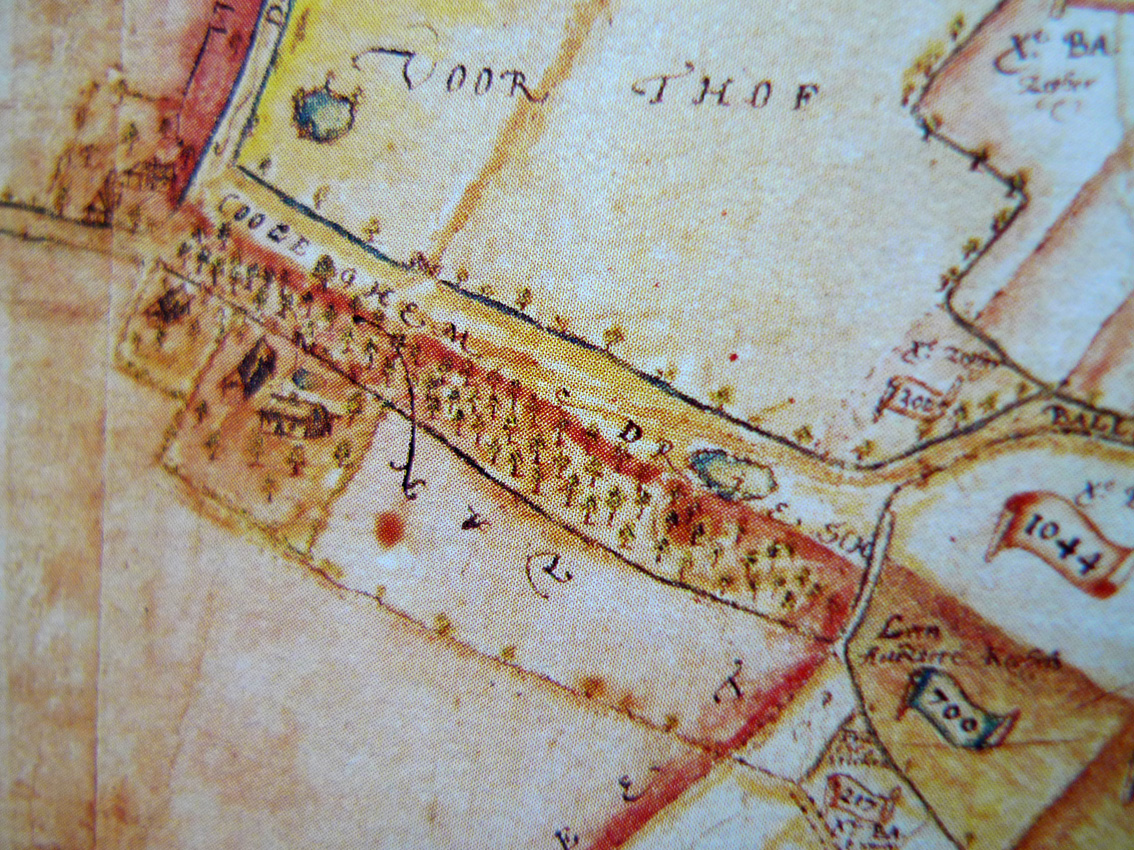
De Cooleghem Driesch op een kaart uit 1576

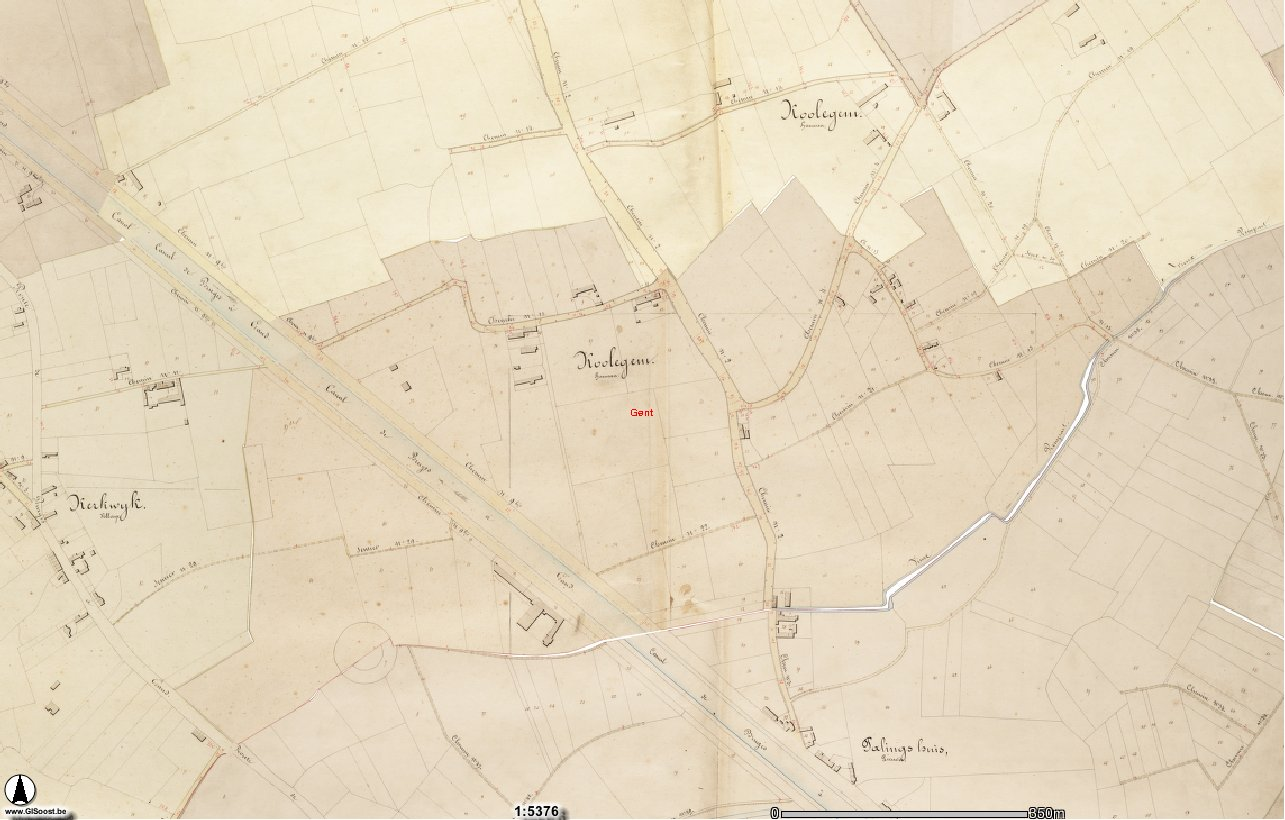
Het gehucht Koolegem op de Atlas der Buurtwegen uit circa 1845

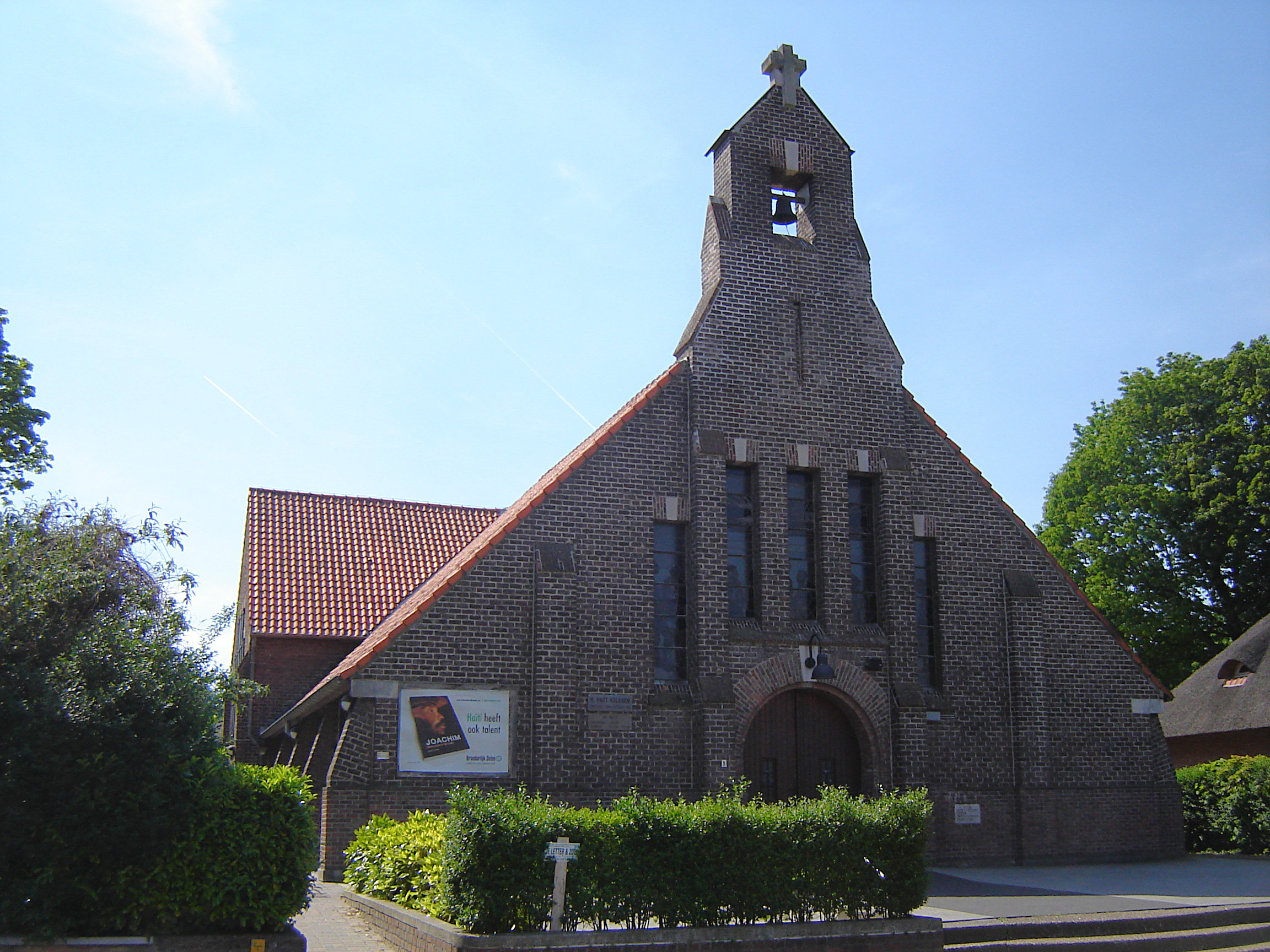
De Heilig Hartkerk in Mariakerke-Oost

Kolegem is een wijk en parochie in Mariakerke, een deelgemeente van de Belgische stad Gent. De wijk ligt in het oosten van Mariakerke, van het centrum gescheiden door de Brugsevaart.

## Geschiedenis

### Etymologie
Volgens een van de verhalen verwijst de naam Kolegem naar een Karolingische boer die zeer sterk en groot was en daarom 'reus Kolle' werd genoemd. Het Kollekasteel in Kolegem, waar elk jaar de Kollefeesten doorgaan, wordt aan deze legende gekoppeld. Een andere theorie stelt dat de plaatsnaam een bedenksel is van keizer Jozef II. Die zou de Kolegemse grond enkel geschikt hebben gevonden om kolen op te laten groeien... Het plaatsnaamkundig woordenboek van Maurits Gysseling verwijst echter naar een document uit 1215 waarin Colengem aan Mariakerke wordt gekoppeld. Bijgevolg kan het kolenverhaal van Keizer Jozef II naar het rijk der fabelen worden verwezen. Het achtervoegsel 'gem' wijst op een Germaanse, vroegmiddeleeuwse oorsprong (gem < heem = woonplaats).

### Kouter
Adriaan Verhulst situeert Kolegem in het complex van vroegmiddeleeuwse kouters op de (relatief) hoge zandrug langs de noordwestelijke oever van de Leie (rivier) in Gent en omstreken. Deze gemakkelijk bewerkbare, relatief droge en vruchtbare gronden vormden eeuwenlang een belangrijke 'graanschuur' voor een stad die omgeven was door uitgestrekte natte hooilanden zoals de Wondelgemse meersen, de Drongense meersen (Bourgoyen-Ossemeersen) en het valleigebied van de Durme-Kale. Deze situering is hiernaast te zien op een bijgewerkt fragment van de achttiende-eeuwse de Ferrariskaart. Op de originele kaart is ter hoogte van de Kolegemkouter enkel de naam Kerckestraete te zien.

### Dries
In weerwil van het ontbreken van de naam Kolegem op de Ferrariskaart is er reeds een Cooleghem driesch te zien op een kaart uit 1576: de kaart van de Prochie van Wondelghem, geschilderd door een zekere Horenbout en vandaag bewaard in het Rijksarchief (België). De afgebeelde dries situeert zich op de grens tussen Mariakerke en Wondelgem. Op de kaart loopt de grens met Wondelgem min of meer samen met huidige Lusthoflaan, een deel van de Molenwalstraat, een deel van de Dikke Lindestraat, de Grensstraat en ten slotte een deel van de Westerbegraafplaats (Gent). Het traject van de Grensstraat is op de kaart herkenbaar als een waterloop (Rietgracht, ook bekend als Grietgracht en verdwenen in de negentiende eeuw). De Kolegemdries zelf is getekend als een langwerpig plein met bomen, ter hoogte van de noordelijke helft van de huidige Molenwalstraat. Op de kaart zijn ook enkele waterputten te zien, wat in overeenstemming is met de nattere plekken op de Belgische bodemkaart uit de jaren 1950. De Kolegemdries was een verzamelplaats voor de plaatselijke bewoners en hun dieren, die de aangrenzende Kolegemkouter bewerkten.

### Molen
De windmolen waar de oogst kon worden gemalen, bevond zich tot in de negentiende eeuw op de grens tussen het andere uiteinde van de Molenwalstraat en de Eeklostraat. Op de Atlas der Buurtwegen van halverwege de 19de eeuw is Koolegem als een landelijk gehucht terug te vinden. Ondanks de industriële revolutie - en de daaruit voortvloeiende infrastructuurwerken rond Gent - bleef Kolegem zijn landbouwkarakter behouden tot omstreeks 1950.

### Mariakerke-Oost
Het was voor Kolegemnaars zelfs lange tijd niet zo eenvoudig om in Mariakerke-dorp, aan de overkant van de Brugse Vaart, een mis bij te wonen. Pas in 1936 werd daartoe in de Eeklostraat een 'hulpkerk' ingewijd: de Heilige Hartkerk. De grote aangroei van de bevolking gaf in 1962 aanleiding tot het ontstaan van een nieuwe parochie: Mariakerke-Oost. Vandaag is deze parochie - die het gehele oude Kolegem omvat - een residentiële woonbuurt. Een van de huidige trekpleisters van Kolegem is de herberg "Den Groenen Staek". Deze wordt reeds in de 18de eeuw als 'herberg en lusttuin' omschreven.
Deelgemeenten: Afsnee · Desteldonk · Drongen · Gent · Gentbrugge · Ledeberg · Mariakerke · Mendonk · Oostakker · Sint-Amandsberg · Sint-Denijs-Westrem · Sint-Kruis-Winkel · Wondelgem · Zwijnaarde

Overige dorpen, gehuchten en wijken:
Belgische gemeenten · Arrondissement Gent · Oost-Vlaanderen · Vlaanderen